# バチカン使徒文書館

バチカン秘密文書館の印章

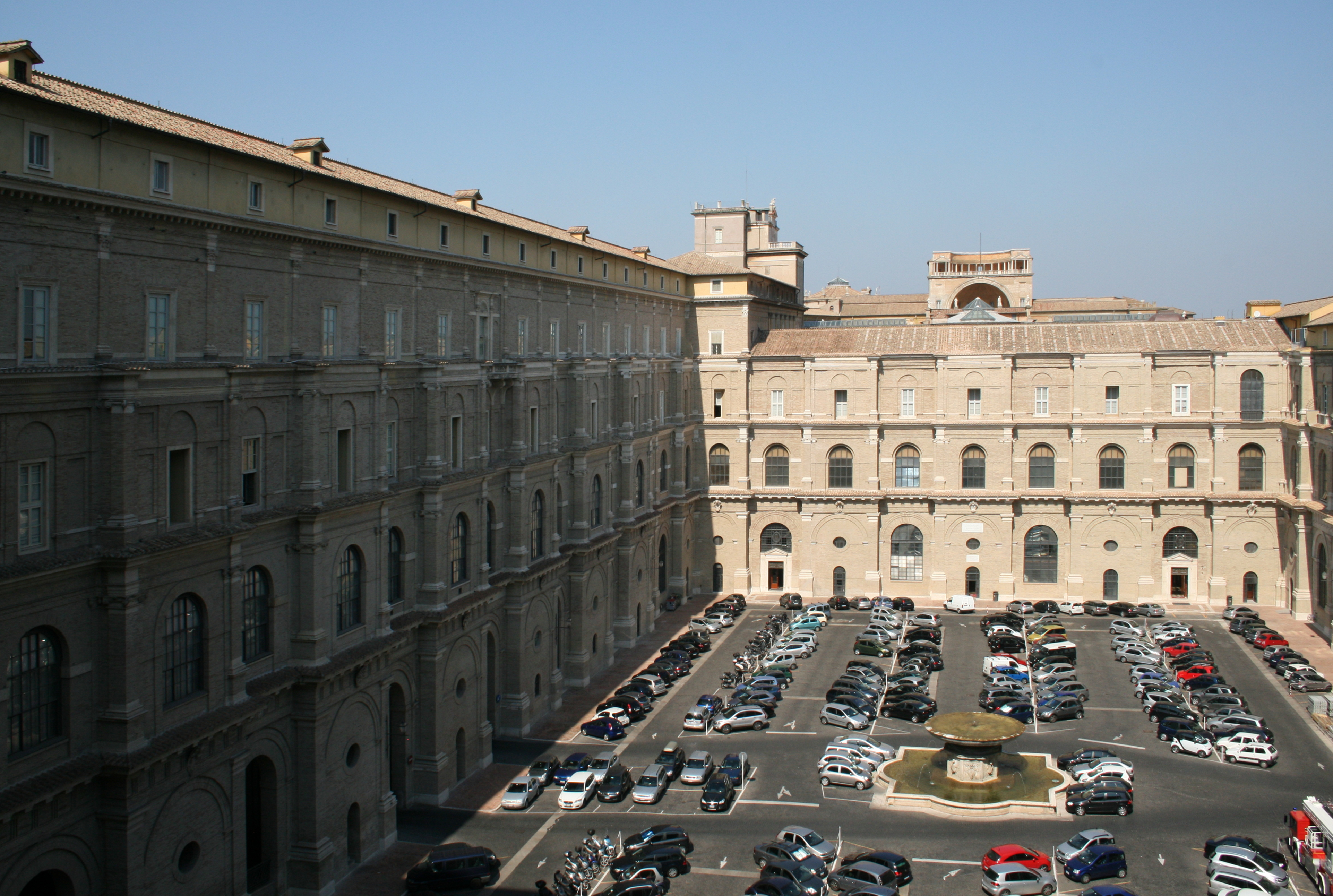
バチカン美術館のベルベデーレの中庭からの図、正面の建物の向かって左側がバチカン使徒文書館の入口、右側がバチカン図書館の入口

バチカン使徒文書館(ラテン語: Archivum Apostolicum Vaticanum; イタリア語: Archivio Apostolico Vaticano)は、聖座によって公布された全法令を保管する為にバチカン市国に設置された教皇私有リポジトリ（文書館）である。
2019年10月までバチカン秘密文書館、バチカン機密文書館（英語：Vatican Secret Archives、ラテン語：Archivum Secretum Apostolicum Vaticanum、イタリア語：Archivio Segreto Vaticano）と呼ばれていたが、私的を意味する Secretum が機密（秘密）と読み取れて誤解を生んでしまう事から、フランシスコ教皇の自発教令によって変更された。
教皇は、バチカン市国の主権者であり、第一の聖職禄所有者で、彼の死か辞任によって後継者に譲渡されるまで文書館を保有する。この文書館には、教会が何世紀にもわたって蓄積している公文書、書簡、教皇会計書などが収められている。
17世紀に、教皇パウルス5世の命令の下、秘密の記録保管所はバチカン図書館から分離され、研究者のアクセス権も非常に制限された。この制限は、教皇レオ13世が1881年に研究者に解放するまで続き、今では毎年何千人もの人々が文書館の資料を調べている。

## 名前
名前の機密（秘密）の元になった「Secretum」は機密(秘密)を意味するものではなく、中世ラテン語で「個人的な」、「プライベート用」を意味し、教皇の個人的財産であることを示している。
実際に機密となっているものもあり、2019年時点では第二次世界大戦での対応が注目されており、公開が望まれているピウス12世在任期以降、すなわち1939年以降の文書は公開されていないが、2020年からはそのピウス12世時代の文書が公開される予定となったため、以降の非公開範囲はヨハネ23世在任期の1958年以降に変更される予定。
2019年10月28日、フランシスコ教皇の10月22日付自発教令によって、バチカン秘密文書館からバチカン使徒文書館に改名された。

## 規模
85キロメートル (53 mi)の書庫となっており、厳選されたカタログには35,000巻がまとめられている。「索引は、索引室で調べ、元の場所に戻さなければならない。索引の一部または全部の出版は禁止されている」。 文書館は撮影・保存補修作業所を保有している。
1980年10月18日にバチカン美術館のピーニャの中庭地下に43キロメートル (27 mi)の棚を配置した31000立方メートルの容量を持つ地下書庫が増設された。

## 所蔵文書
慣習的に、文書は教皇の死去75年を経過したあとに公開される。それより少し前から少数の関係者による文書の整理が開始され、実際の公開はその完了後となる。
ウェブサイトによると、最も古い文書は8世紀の終わりにまでさかのぼる。「移転と政治的混乱が、インノケンティウス3世以前の文書館資料のほとんどを喪失する原因となった」。1198年以降のものは完全な形で文書が存在するが、13世紀以前のものはわずかである。
著名な所蔵文書の例
- 15世紀のクリストファー・コロンブスのアメリカ大陸発見を受けて教皇アレクサンデル6世が出した布告[4]
- 16世紀の宗教改革者マルティン・ルターの破門状[4]
- 16世紀の英国王ヘンリー8世の離婚嘆願書[15]
- 16世紀の芸術家ミケランジェロのシスティーナ礼拝堂作業分が未払いになっている事への不平を伝える書簡[16]
- 1550年のミケランジェロのサン・ピエトロ大聖堂のバシリカの作業が進まない事と、作業代が3か月滞納されているという泣き言のメモ[17][18]

(ちなみに、ミケランジェロは無給で晩年の17年間を大聖堂建築に捧げた。)
- 17世紀の地動説を唱えたガリレオ・ガリレイに対する異端審問の記録[4]
- 18世紀のフランス王妃マリー・アントワネットの獄中からの手紙[4]

## アクセス
歴史研究所か科学研究所の推薦状と、申請された文書に関する研究の学位（学部生は不可）を保有する研究者にのみ閲覧が許されている。閲覧申請者は、自分の個人情報（氏名、住所など）と研究の目的を必ず求められる。
これらのアクセスには厳しい制限が存在する。2016年現在、1939年以降の資料は公開されておらず、1922年以降の枢機卿の事務作業に関する文書も全セクションが閲覧できない。また、ボールペンの持ち込み禁止などの厳しいルールが存在する。

## 歴史
- 1198年：インノケンティウス3世によって文書の収集が開始された。
- 1448年:教皇ニコラウス5世により、収集された文書を収めるバチカン図書館が設立された[23]。
- 1612年1月31日：教皇パウルス5世によって、バチカン図書館を分割しバチカン秘密文書館を正式に設立した。
- 1810年：ナポレオンの命令によって、ローマ教皇庁の文書と共に、秘密文書館の資料がパリに移された[24]。
- 1817年：いくつか重要な書類が失われたが、フランスからバチカンに文書が戻された[18]
- 1881年：教皇レオ13世は、1815年以前のアーカイブを公開した[23]。
- 1924年：教皇グレゴリウス16世（1846年6月1日）の任期分の文書が公開された。
- 1966年：教皇ピウス9世の任期分（1846–78)の文書が公開された。
- 1978年：教皇レオ13世の任期分 (1878–1903)の文書が公開された。
- 1985年：教皇ピウス10世の任期分(1903–14) と教皇ベネディクトゥス15世の任期分(1914–22)の文書が公開された。
- 2003年：教皇ピウス11世の教皇任期中のナチスドイツとの関係について文書を研究者に公開すると発表[22]。
- 2006年：教皇ピウス11世の任期分（1922-39年）を公開。
- 2012年：秘密文書館開設400周年を記念して、ローマのカピトリーニ美術館で所蔵資料約100点を集めた展示会“Lux in arcana”が開催された[2]。
- 2020年：教皇ピウス12世の任期分（1939-58年）を公開予定[9]。

### 歴代の枢機卿アーキビスト
このアーキビストのリストは、公式ページからの引用である。1610年から1879年まで、秘密文書館の枢機卿アーキビストはバチカン図書館の同職と同じである。
- Scipione Borghese Caffarelli (1609–1618)
- Scipione Cobelluzzi (1618–1626)
- Francesco Barberini (1626–1633)
- Antonio Barberini (1633–1646)
- Orazio Giustiniani (1646–1649)
- Luigi Capponi (1649–1659)
- Flavio Chigi (1659–1681)
- Lorenzo Brancati (1681–1693)
- Girolamo Casanate (1693–1700)
- Enrico Noris (1700–1704)
- Benedetto Pamphili (1704–1730)
- Angelo Maria Querini (1730–1755)
- Domenico Passionei (1755–1761)
- Alessandro Albani (1761–1779)
- Francesco Saverio Zelada (1779–1801)
- Luigi Valenti Gonzaga (1802–1808)
- ナポレオンのローマ占領により一時途絶(1809–1814)
- Giulio Maria della Somaglia (1827–1830)
- Giuseppe Andrea Albani (1830–1834)
- Luigi Lambruschini (1834–1853)
- Angelo Mai (1853–1854)
- Antonio Tosti (1860–1866)
- Jean-Baptiste Pitra (1869–1879)
- Joseph Hergenröther (1879–1890)
- Agostino Ciasca (19 May 1891 – 4 July 1893)
- Luigi Galimberti (25 June 1894 – 7 May 1896)
- Francesco Segna (4 July 1896 – 13 January 1908)
- Francesco Salesio Della Volpe (26 October 1908 – 26 January 1911)
- Mariano Rampolla del Tindaro (1912 – 16 December 1913)
- Francesco di Paola Cassetta (14 February 1914 – 1917)
- Francis Aidan Gasquet (28 November 1917 – 5 April 1929)
- Franz Ehrle (17 April 1929 – 31 March 1934)
- Giovanni Mercati (15 June 1936 – 23 August 1957)
- ウジェーヌ・ティサラン（英語版） (14 September 1957 – 27 March 1971)
- Antonio Samore (25 January 1974 – 3 February 1983)
- Alfons Stickler (8 September 1983 – 1 July 1988)
- アントニオ・マリア・ハヴィエレ・オルタース（英語版） (1 July 1988 – 24 January 1992)
- Luigi Poggi (9 April 1992 – 7 March 1998)
- Jorge María Mejía (7 March 1998 – 24 November 2003)
- ジャン・ルイ・トーラン（英語版） (24 November 2003 – 1 September 2007)
- Raffaele Farina (1 September 2007 – 9 June 2012)
- Jean-Louis Bruguès* (26 June 2012 – present)

*枢機卿では無い者